# The Clearing
The Clearing är en amerikansk långfilm från 2004 i regi av Pieter Jan Brugge, med Robert Redford, Helen Mirren, Willem Dafoe och Alessandro Nivola i rollerna.

## Rollista
| Robert Redford     | – Wayne Hayes             |
| Helen Mirren       | – Eileen Hayes            |
| Willem Dafoe       | – Arnold Mack             |
| Alessandro Nivola  | – Tim Hayes               |
| Matt Craven        | – Agent Ray Fuller        |
| Melissa Sagemiller | – Jill Hayes              |
| Wendy Crewson      | – Louise Miller           |
| Larry Pine         | – Tom Finch               |
| Diana Scarwid      | – Eva Finch               |
| Elizabeth Ruscio   | – Cindy Mack              |
| Gwen McGee         | – Agent Kathleen Duggan   |
| Sarah Koskoff      | – Lane Hayes              |
| Graciela Marin     | – Graciela                |
| Mike Pniewski      | – Detective Kyle Woodward |
| Geoff McKnight     | – John Dewitt             |